# Kate Gillou
Catherine Marie Blanche Gillou, dite Kate ou Katie Gillou, également connue sous son nom de femme mariée Kate Gillou-Fenwick, née le 17 février 1887 et morte le 1er janvier 1964 à Paris, est une joueuse de tennis française du début du XXe siècle.

## Biographie
Katie Gillou est la fille d'Albert Gillou (1847-1908), industriel en papiers peints, chevalier de la Légion d'honneur, et de Louise Durand. Son frère Pierre (1880-1953) devient l'un des principaux dirigeant du tennis français, en tant que capitaine de l'équipe de France de Coupe Davis du temps des Quatre Mousquetaires puis président de la Fédération française de tennis. Sa sœur ainée Antoinette (1883-1949) a fait partie des meilleures joueuses françaises au début du 20e siècle. Elle a notamment participé au tournoi des Jeux olympiques de Paris en 1900 en double mixte. Elle a un fils, Antoine, figure régulière des Internationaux de France pendant l'entre-deux-guerres. La famille fait construire à la fin du 19e siècle un court de tennis dans leur jardin d'Auteuil, rue Michel-Ange.
Elle se marie en 1906 avec le cavalier René Fenwick, lieutenant au 31e régiment de dragons, ancien élève de Saint-Cyr et petit-fils de Noël Fenwick, créateur de la société du même nom. Ils ont quatre enfants dont Robert et François qui ont fait carrière dans l'entreprise familiale, Jean-René, officier de marine, père de l'auteur dramatique Jean-Noël Fenwick et Philippe, artiste peintre et sculpteur, grand père de l'auteur dramatique Philippe Fenwick.  Son mari meurt au combat pendant la première Guerre mondiale en avril 1918 au mont Kemmel.
Kate Gillou s'est imposée comme la meilleure joueuse de tennis française du début du 20e siècle. Finaliste à 16 ans du championnat de France en 1903 contre sa principale rivale Adine Masson, elle prend sa revanche l'année suivante puis gagne le tournoi trois fois consécutivement, jusqu'en 1906. Absente en 1907, elle remporte son dernier titre en 1908, signant à cette occasion un triplé remarquable en s'imposant également en double dames avec Cécile Matthey, et en double mixte, aux côtés du champion Max Decugis.
En 1902, elle remporte le championnat du Tennis club de Paris face aux sœurs de Pfeffel et sa sœur Antoinette. En 1903, elle s'impose en double mixte au tournoi de Puteaux associée à l'américain Clarence Hobart contre Reggie Doherty et Yvonne Prévost. En juillet 1904, après ses victoires au tournoi international de l'île de Puteaux et au championnat de France, elle est pressentie pour concourir dans les années à venir au championnat d'Angleterre afin de concurrencer les principales raquettes britanniques, ce qui n'arrivera finalement pas.
Elle fait la une du magazine Femina en juillet 1908. En 1934, elle est décorée de la médaille d'or dans l'ordre de l'éducation physique.
Elle pratiquait un jeu de défense de fonds de court, basé sur un coup droit puissant, technique alors commune à bon nombre de joueuses de l'époque.

## Palmarès (partiel)

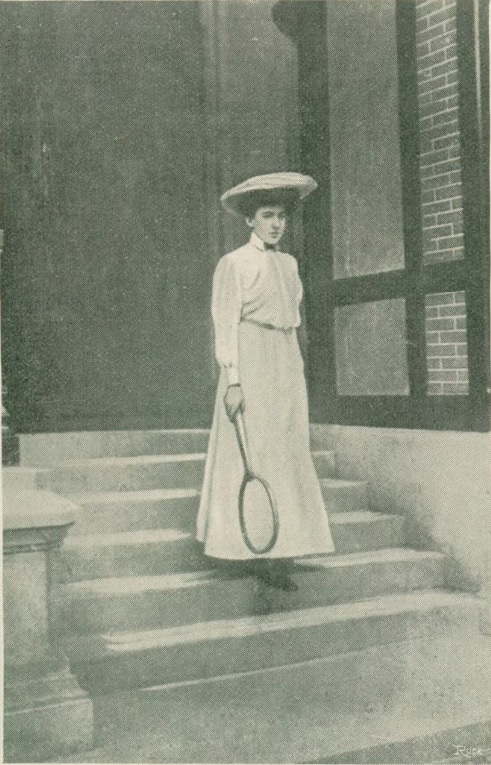
Katie Gillou en 1906.

### Titres en simple dames
| No | Date       | Nom et lieu du tournoi       | Catégorie | Surface      | Finaliste         | Score         |          |
| -- | ---------- | ---------------------------- | --------- | ------------ | ----------------- | ------------- | -------- |
| 1  | ??-05-1904 | Championnat de France, Paris |           | Terre (ext.) | Adine Masson      | NC            | Parcours |
| 2  | ??-05-1905 | Championnat de France, Paris |           | Terre (ext.) | Yvonne de Pfeffel | 6-0, 11-9     | Parcours |
| 3  | ??-05-1906 | Championnat de France, Paris |           | Terre (ext.) | Virginia MacVeagh | 3-6, 7-5, 6-1 | Parcours |
| 4  | ??-05-1908 | Championnat de France, Paris |           | Terre (ext.) | A. Péan           | 6-2, 6-2      | Parcours |

### Finale en simple dames
| No | Date       | Nom et lieu du tournoi       | Catégorie | Surface      | Vainqueure   | Score         |          |
| -- | ---------- | ---------------------------- | --------- | ------------ | ------------ | ------------- | -------- |
| 1  | ??-05-1903 | Championnat de France, Paris |           | Terre (ext.) | Adine Masson | 6-0, 6-8, 6-0 | Parcours |

### Titre en double dames
| No | Date       | Nom et lieu du tournoi      | Catégorie | Surface      | Partenaire     | Finalistes | Score |          |
| -- | ---------- | --------------------------- | --------- | ------------ | -------------- | ---------- | ----- | -------- |
| 1  | ??-05-1908 | Championnat de France Paris |           | Terre (ext.) | Cécile Matthey | NC         | NC    | Parcours |

### Titres en double mixte
| No | Date       | Nom et lieu du tournoi      | Catégorie | Surface      | Partenaire  | Finalistes                       | Score |          |
| -- | ---------- | --------------------------- | --------- | ------------ | ----------- | -------------------------------- | ----- | -------- |
| 1  | ??-05-1904 | Championnat de France Paris |           | Terre (ext.) | Max Decugis | Maurice Germot Antoinette Gillou | NC    | Parcours |
| 2  | ??-05-1908 | Championnat de France Paris |           | Terre (ext.) | Max Decugis | NC                               | NC    | Parcours |